# Вальтер Бухбергер
Вальтер Бухбергер (нім. Walter Buchberger, 30 листопада 1895 року, Австро-Угорщина — 1 вересня 1970) — чехословацький двоборець німецького походження, учасник зимових Олімпійських ігор 1924 і 1928 років.

## Біографія
У 1924 році Вальтер Бухбергер представляв Чехословаччину на перших в історії зимових Олімпійських іграх у французькому місті Шамоні. На відміну від більшості інших спортсменів, які виступали у кількох видах спорту, Вальтер взяв участь тільки в змаганнях двоборців. Стрибкова частина для Вальтера склалася непогано. За підсумками двох стрибків чехословацький спортсмен показав 9-й результат, набравши 16,250 бали. У лижних перегонах Вальтер зумів показати гарний результат, посівши 7-е місце, показавши на 18-кілометрової дистанції час 1:32:32. Сума у двоєборстві розраховується, як середнє значення, отримане за підсумками стрибків і лижних перегонів. Заробивши за підсумками змагань 13,625 бала, Вальтер посів 7-е місце.
На зимових Олімпійських іграх 1928 року у швейцарському Санкт-Моріці Бухбергер знову виступив у лижному двоборстві. На відміну від минулих Ігор Вальтер не зміг потрапити навіть в десятку найсильніших, посівши за підсумками стрибків з трампліна та лижних перегонів лише 18-е місце.
По завершенню кар'єри керував сімейним Отелем Бухбергер у Врхлабі.
Після закінчення Другої світової війни, як і більшість чехословацьких німців, був депортований до Німеччини.